# FK Jimki
El FK Jimki (en ruso: ФК Химки), también puede aparecer escrito como FC Khimki. Fue un club de fútbol ruso de la ciudad de Jimki. Fue fundado en 1996 y desapareció en 2025.

## Historia
Fue fundado en el año 1996 en la ciudad de Khimki a raíz de la fusión de 2 equipos aficionados de la ciudad: Rodina y Novator, teniendo su primer juego oficial el 17 de mayo de 1996.
Obtuvieron su condición de equipo profesional el 30 de enero de 1997, año en que ascendieron a la Segunda División de Rusia, y 3 años más tade ascendieron a la Primera División de Rusia.
Su mayor logro hasta el momento ha sido en el año 2005, cuando alcanzaron la final de la Copa de Rusia, la cual perdieron ante el CSKA 0-1. En 2020 vuelve a ser finalista de la Copa de Rusia perdiendo esta vez ante el FC Zenit por el mismo marcador, mismo año en el que lograron el ascenso a la Liga Premier de Rusia.
El Khimki jugó en la Liga Premier de Rusia en la temporada 2024/25 donde terminó en la posición 12, fuera de la zona de descenso, pero el 24 de mayo de 2025 la Unión de Fútbol de Rusia anunció que el club no tendría la licencia para jugar en la temporada 2025–26 por deudas acumuladas, por lo que descendió de manera administrativa y desapareció.

## Palmarés
- Primera División de Rusia: 1

2005/06
- Segunda División de Rusia: 2

2000, 2015/16

## Historial en Torneos de Liga
| Temporada | División    | Puesto | J  | G  | E  | P  | GF | GC | Pts. | Copa             | Europa | Europa | Goleador (Liga)                           | Entrenador                   |
| --------- | ----------- | ------ | -- | -- | -- | -- | -- | -- | ---- | ---------------- | ------ | ------ | ----------------------------------------- | ---------------------------- |
| 1997      | 4.ª, Zona 3 | 2      | 40 | 26 | 6  | 8  | 80 | 38 | 84   | -                | —      | —      | Kravchuk - 17                             | Shtapov                      |
| 1998      | 3.ª Oeste   | 10     | 40 | 15 | 8  | 17 | 63 | 60 | 53   | -                | —      | —      | Georgievsky - 11                          | Dementyev Bychkov Sabitov    |
| 1999      | 3.ª, Centro | 6      | 36 | 17 | 11 | 8  | 51 | 35 | 62   | R256             | —      | —      | Khamzin - 11                              | Sabitov Kots                 |
| 2000      | 3.ª, Centro | 1      | 38 | 28 | 4  | 6  | 68 | 22 | 88   | R64              | —      | —      | Genich - 18                               | Piskaryov Papaev             |
| 2001      | 2.ª         | 12     | 34 | 13 | 4  | 17 | 42 | 54 | 43   | R32              | —      | —      | Shcheglov - 5 Voronkov - 5 Kovardayev - 5 | Petrushin Sabitov            |
| 2002      | 2.ª         | 7      | 34 | 14 | 10 | 10 | 38 | 27 | 52   | R32              | —      | —      | Kovardayev - 6                            | Sabitov Derkach              |
| 2003      | 2.ª         | 12     | 42 | 16 | 9  | 17 | 36 | 46 | 57   | Cuartos de final | —      | —      | Kiselyov - 15                             | Derkach Galyamin             |
| 2004      | 2.ª         | 5      | 42 | 17 | 10 | 15 | 39 | 33 | 61   | R32              | —      | —      | Pogrebnyak - 6                            | Shevchuk Yakovenko           |
| 2005      | 2.ª         | 4      | 42 | 23 | 13 | 6  | 75 | 36 | 82   | Final            | —      | —      | Tikhonov - 15                             | Yakovenko                    |
| 2006      | 2.ª         | 1      | 42 | 30 | 9  | 3  | 83 | 30 | 99   | R64              | —      | —      | Tikhonov - 22                             | Kazachyonok                  |
| 2007      | 1.ª         | 9      | 30 | 9  | 10 | 11 | 32 | 33 | 37   | R32              | —      | —      | Shirokov - 7                              | Muslin                       |
| 2008      | 1.ª         | 14     | 30 | 6  | 9  | 15 | 34 | 54 | 27   | R16              | —      | —      | Nizamutdinov - 9                          | Yuran                        |
| 2009      | 1.ª         | 16     | 30 | 2  | 4  | 24 | 20 | 64 | 10   | R32              | —      | —      | Antipenko - 6                             | Sarsaniya Chugainov          |
| 2010      | 2.ª         | 13     | 38 | 11 | 17 | 10 | 39 | 38 | 50   | R32              | —      | —      | Yusupov - 7 Dudchenko - 7                 | Tarkhanov Bushmanov          |
| 2011–12   | 2.ª         | 13     | 48 | 16 | 11 | 21 | 54 | 74 | 59   | R32              | —      | —      | Mamtov - 10                               | Grigoryan Dolmatov Tarkhanov |
| 2012–13   | 2.ª         | 16     | 32 | 6  | 10 | 16 | 23 | 40 | 28   | R32              | —      | —      | Komkov Khatastzenkov- 3                   | Valeriy Petrakov             |
| 2013–14   |             |        |    |    |    |    |    |    |      | —                | —      |        |                                           |                              |

## Jugadores destacados
Los jugadores que aparecen en negrita son los que jugaron para su selección nacional mientras estaban en el equipo.
| - Vladimir Beschastnykh - Viktor Budyanskiy - Aleksei Bugayev - Andrei Chichkin - Yuri Drozdov - Valeri Kleimyonov - Andrei Kondrashov - Arseniy Logashov - Sergei Nekrasov - Pavel Pogrebnyak - Denis Popov - Roman Shirokov - Andrey Tikhonov - Yegor Titov - Roman Vorobyov - Renat Yanbayev - Andrey Yeshchenko - Artak Aleksanyan - Roman Berezovsky - Barsegh Kirakosyan - Robert Zebelyan - Emin Agaev | - Timofei Kalachev - Dzyanis Kowba - Maksim Romaschenko - Artsyom Radzkow - Andrei Stepanov - Vladimir Voskoboinikov - Valeri Abramidze - Gogita Gogua - Giorgi Lomaia - Giorgi Navalovski - Edik Sadzhaya - Dmitriy Lyapkin - Roman Uzdenov - Oskars Kļava - Darius Miceika - Mantas Samusiovas - Valdas Trakys - Victor Golovatenco - Oleg Hromtov - Iurie Priganiuc - Radu Rebeja - Oleg Shishkin | - Vladimir Bayramov - Dmytro Parfenov - Vladimir Shishelov - Dragan Blatnjak - Ricardo Santos Lago - Vule Trivunović - Florin Costin Şoavă - Dragan Mrđa - Martin Jakubko - Nastja Čeh - Abdelillah Bagui - Brian Idowu - Richard Eromoigbe |